# KF Renova
Der FK Renova Džepčište (vollständig: Fudbalski Klub Renova Džepčište, mazedonisch фудбалски клуб Ренова Џепчиште, auch FK Renova Cepčište) ist ein Fußballverein aus Džepčište, einer Ortschaft in der Opština (Gemeinde) Tetovo im Norden Nordmazedoniens. Die erste Mannschaft des Klubs spielt in der Prva Makedonska Liga, der höchsten nordmazedonischen Spielklasse.

## Geschichte
Der FK Renova wurde 2002 gegründet. Er stieg innerhalb von drei Jahren in die erste Liga auf, in der er sich seit 2005 etabliert hat. Hinter dem Verein stehen die Unternehmer Shefki und Qenan Idrizi, die gemeinsame Eigentümer des Handels- und Dienstleistungsunternehmens Renova sind, das Shefki Idrizi 1992 gründete. 1997 nahmen sie in Džepčište (albanisch: Xhepçishti) eine Fabrik für Fertigputz in Betrieb und expandierten mit dem Unternehmen, unter anderem nach Albanien und in weitere Balkanländer. Seit 2005 gibt es eine Renova-Stiftung, die rund 150 Schüler und Studenten mit Stipendien unterstützt. Insbesondere der fußballbegeisterte Qenan Idrizi engagiert sich für die Fußballmannschaft.
International machte der FK Renova im Jahr 2008 auf sich aufmerksam, als er sich in der ersten Runde des UEFA Intertoto Cups gegen den kroatischen Vertreter HNK Rijeka durchsetzte. In der zweiten Runde schied Renova jedoch aus. 2009 erreichte das Team die Qualifikationsrunde zur UEFA Europa League, schied jedoch gegen FK Dinamo Minsk aus.
In der Saison 2009/10 stand der Verein in der Winterpause auf dem ersten Tabellenplatz. Anteil am Erfolg hatte Jungnationalspieler Besart Ibraimi. Der Stürmer erzielte vor seinem Wechsel in die deutsche Bundesliga zum FC Schalke 04 zwölf Tore in 16 Spielen.

## Stadion
Der FK Renova trägt seine Heimspiele in der Ecolog Arena von Tetovo aus.

## Erfolge
- Mazedonischer Meister: 2010
- Mazedonischer Pokalsieger: 2012

## Europapokalbilanz
| Saison  | Wettbewerb            | Runde                  | Gegner                | Gesamt          | Hin     | Rück          |
| ------- | --------------------- | ---------------------- | --------------------- | --------------- | ------- | ------------- |
| 2008    | UEFA Intertoto Cup    | 1. Runde               | HNK Rijeka            | 2:0             | 0:0 (A) | 2:0 (H)       |
| 2008    | UEFA Intertoto Cup    | 2. Runde               | FC Bnei Sachnin       | 1:3             | 1:2 (H) | 0:1 (A)       |
| 2009/10 | UEFA Europa League    | 1. Qualifikationsrunde | FK Dinamo Minsk       | 2:3             | 1:2 (A) | 1:1 (H)       |
| 2010/11 | UEFA Champions League | 2. Qualifikationsrunde | Omonia Nikosia        | 0:5             | 0:3 (A) | 0:2 (H)       |
| 2011/12 | UEFA Europa League    | 1. Qualifikationsrunde | Glentoran FC          | 3:3 (2:3 i. E.) | 2:1 (H) | 1:2 n. V. (A) |
| 2012/13 | UEFA Europa League    | 1. Qualifikationsrunde | AC Libertas           | 8:0             | 4:0 (H) | 4:0 (A)       |
| 2012/13 | UEFA Europa League    | 2. Qualifikationsrunde | FK Homel              | 1:2             | 0:2 (H) | 1:0 (A)       |
| 2015/16 | UEFA Europa League    | 1. Qualifikationsrunde | FC Dacia Chișinău     | 1:5             | 0:1 (H) | 1:4 (A)       |
| 2020/21 | UEFA Europa League    | 1. Qualifikationsrunde | FC Alaschkert Martuni | 1:0             | 1:0 (H) |               |
| 2020/21 | UEFA Europa League    | 2. Qualifikationsrunde | Hajduk Split          | 0:1             | 0:1 (A) |               |

Gesamtbilanz: 18 Spiele, 6 Siege, 2 Unentschieden, 10 Niederlagen, 19:22 Tore (Tordifferenz −3)

## Spieler
- Goce Toleski (2006, 2009–2010), mazedonischer Nationalspieler, 2007 für Wacker Burghausen aktiv.
- Argjend Bekjiri (2006–2008), ehemaliger mazedonischer Nationalspieler.
- Besart Ibraimi (2008–2010), ehemaliger Bundesliga-Profi beim FC Schalke 04.
- Samir Sahiti (2011), kosovarischer Nationalspieler.